# Кодри
Ко́дри (Централномолдовско възвишение) (на румънски: Codrul; на руски: Кодры) е ниско планинско възвишение в Централна Молдова разположено между реките Реут (десен приток на Днестър) на изток и Прут (ляв приток на Дунав) на запад, южно от Белцката степ. Допреди около 200 години районът е бил зает от гъсти дъбови и букови гори, но днес голяма част от земите за усвоени за селскостопанска дейност и най-вече за лозя.
Възвишението е изградено от миоценски морски и континентални седименти – глини, мергели, варовици, пясъци, пясъчници, препокрити отгоре от дебела кватернерна льосова покривка. Има силно развит ерозионен релеф с множество карстови форми. Цялото възвишение е дълбоко разчленено от долините на реките, сухи дерета и оврази. В северозападната му част се издига връх Баланещи 429,5 m, (47°13′03″ с. ш. 28°05′30″ и. д. / 47.2175° с. ш. 28.091667° и. д.), най-високата точка на Молдова. Централномолдовското възвишение може да се раздели на две основни части:
- Северна. Представена е от възвишения с влажен климат. Растат широколистни гори от средноевропейски тип. Запазени са малки букови гори.
- Южна. Средната височина на района е от 300 до 390 m. В тази част расте бял дъб. Това е районът с най-малка човешка намеса и използване за селскостопанска дейност.[1]

От възвишението на запад текат малки и къси реки, леви притоци на Прут, а на изток и югоизток – по-големи и по-дълги десни притоци на Реут (Купа и др.) и Днестър (Икел, Бик и др.). Дървесната растителност е представена от дъб, бук и габър. В сравнение с останалите части на Молдова естествената растителност е запазена в значителна степен. Тук се намира и едноименният резерват с площ от 12 300 ha, резерватът Плаюл Фагулуй и Национален парк Оргеев. Подножията му са заети от овощни градини и големи лозови масиви.
Като цяло районът на възвишението е гъсно населен и тук са разположени някои от големите градове на Молдова – Кълъраш, Орхей, Ниспорен, Стършени, Корнещи, Теленещи, в т.ч. и столицата Кишинев (в югоизточното му подножие).